# پیر (تصوف)

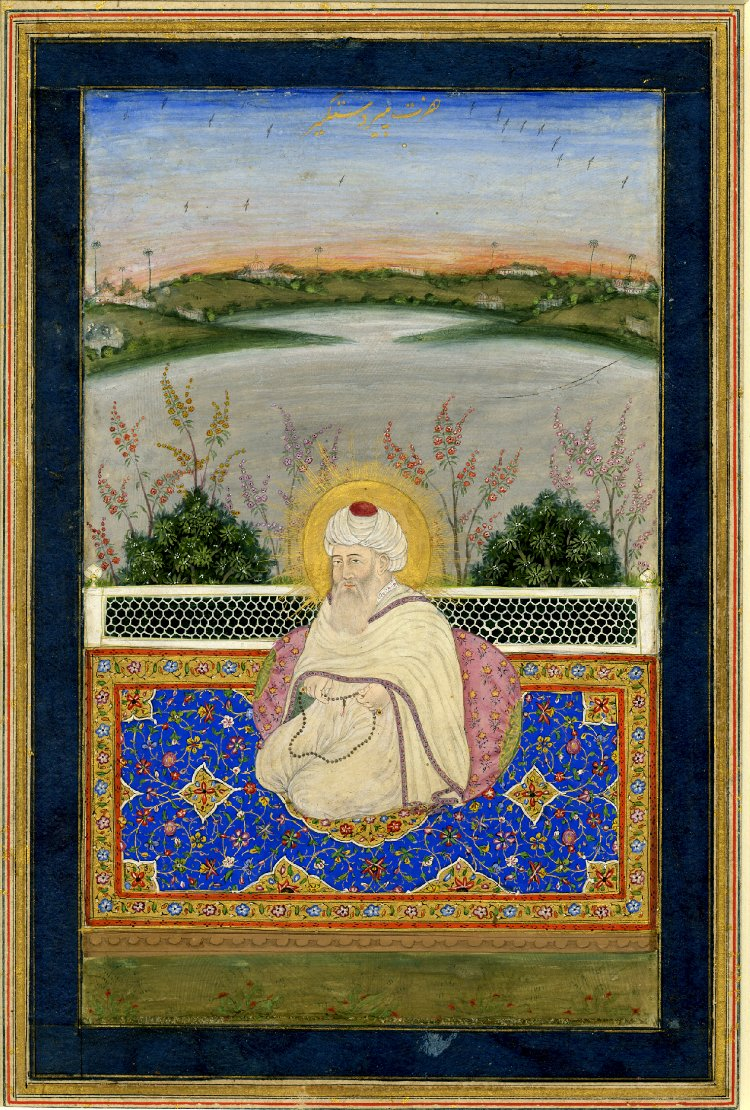

واژهٔ پیر (هم‌معنی مرشد و شیخ عربی و بابا در لهجه‌های غرب ایران و ترکی) در نوشته‌های عرفانی ادب پارسی بسیار به کار رفته‌است و در معنای اصطلاحی راهنمای معنوی و مرشدی‌است که خود پیشتر طریق عرفان را پیموده (سلوک) و توانایی‌هایی روحانی کسب کرده‌است (ولایت) و شایستهٔ هدایت و پیش‌بردن مرید در طریق تصوف است. مشخص نیست دقیقاً از چه هنگام از دورهٔ اسلامی این لفظ در ایران رایج شد لیک به‌احتمال از سده‌های چهارم و پنجم میان صوفیان خراسان پیش از لفظ شیخ به کار می‌رفته‌است. برای نمونه ابوحامد محمد غزالی در رسالهٔ «ای فرزند» خود لفظ «پیر» و «پیر طریقت» را به کار می‌برد.در دیگر متون عرفانی سدهٔ ۵ق/۱۱م نیز ازجمله ترجمهٔ رسالهٔ قشیریه، طبقات‌الصوفیهٔ خواجه عبدالله انصاری و پند پیران به‌کرات به کار رفته‌است؛ اما بیشتر در معنای بزرگان و پیشروان طریقت و گاه فقط صوفیان، و نه در معنای اصطلاحی (راهنمایان و مرشدان). در آثار عرفانی سدهٔ ۶ق مانند انس‌التائبین احمد جام، اسرارالتوحید محمد بن منور و تمهیدات عین‌القضات همدانی، واژهٔ پیر در معنای اصطلاحی خود یعنی راهنما و مرشدی که مرید را هدایت می‌کند به کار رفته‌است. واژهٔ شیخ (جمع: مشایخ) نیز در متون فارسی اواخر سدهٔ ۶ق به بعد در همین معنا به کار می‌رفته‌است.
بابا در اصطلاح صوفیه به معنای شیخ و پیر آمده‌است و بیشتر به مشایخی گفته می‌شد که معمر بودند، و گاهی به اول اسم و زمانی به آخر آن اضافه می‌کردند، مانند: بابا رکن الدّین شیرازی، شیخ علی بابا. در عهد صوفیه ریش سفیدان و سرپرستان و سردمداران تکیه‌ها را نیز بابا می‌گفتند.
در باور اهل تصوف، بدون پشتیبانی پیر، کوشش مرید بی‌ثمر خواهد بود و از طرفی دستگیری پیر از مرید را هم تکلیفی الهی برای پیر برمی‌شمارند. پیر در نزد مرید، نایب محمد است و اصطلاح «به پیر، به پیغمبر» — که در فارسی امروزی نیز به کار می‌رود — بیانگر اهمیت پیر نزد ایشان است.
«پیر، مرشد کامل را گویند.» «پیر طریقت، پیری را گویند که متوجه ارشاد مریدان در مراتب سیر و سلوک آنها باشد.»
اصطلاح «پیر» از سدهٔ ۵ق/۱۱م به بعد در متون عرفانی فارسی بار معنایی جدیدی به خود گرفت و به معنای راهنمای درونی و باطنی‌ای که پس از طی مراتب سلوک و کسب آمادگی لازم بر سالک ظاهر می‌شود و او را هدایت می‌کند و پرسش‌های درونی او پیرامون حقایق هستی را پاسخ می‌گوید درآمد و «پیر» در این اصطلاح در آثار مختلف در این دوره ازجمله رسالهٔ حی بن یقظان ابن سینا، سیرالعباد و حدیقةالحقیقه اثر سنایی و نیز قصیده‌ای از دیوان او، و در مصیبت‌نامهٔ عطار نیشابوری، فوائح الجمال و فواتح الجلال نجم‌الدین کبری و مصباح‌الارواح شمس‌الدین بردسیری کرمانی به کار رفته‌است و پیرامون آن سخن رفته‌است. شهاب‌الدین سهروردی نیز در عقل سرخ، مونس‌العشاق، و رسالةالابراج خود پیرامون این مفهوم سخن به میان آورده‌است.
روزبهان بقلی شیرازی: «… پیری میراث حق است که در آن خود را به مریدان می‌نماید. خلیفه است که از روی خویش حیات می‌افزاید. او متأدب است به آداب حق. عالم است به تعلیم حق. عامل است به امر حق، در عشق مونس است، و در توحید یگانه و در معرفت راسخ.»
در غزلیات حافظ شیرازی نیز اصطلاح «پیر» و ترکیبات آن بسیار به کار رفته‌است. مولانا جلال‌الدین بلخی نیز در مثنوی معنوی «پیر» را در معنی اصطلاحی‌اش بسیار به کار برده‌است.
اصطلاح «پیر» در معنای راهنما و مرشد، در نوشته‌های جوان‌مردان و فتیان ازجمله فتوت‌نامهٔ بنایان، فتوت‌نامهٔ چیت‌سازان، فتوت‌نامهٔ آهنگران، بیان ارشاد پیر مرشد، فتوت‌نامهٔ سلطانی، فتوت‌نامهٔ بنایان، و فتوت‌نامهٔ نجم‌الدین زرکوب نیز ذکر شده و از اوصاف آن سخن رفته‌است.
این عنوان هنوز در میان صوفیان معاصر ایران به کار می‌رود.